# Tambakbaya (Garawangi)
Tambakbaya is een bestuurslaag in het regentschap Kuningan van de provincie West-Java, Indonesië. Tambakbaya telt 866 inwoners (volkstelling 2010).